# Русов, Александр Александрович
 Александр Александрович Русов (7 февраля 1847, Киев — 8 октября 1915, Саратов) — украинский учёный, экономист, земский статистик, общественный деятель. Один из крупнейших специалистов по оценочной земской статистике в России.
Известен также как фольклорист, собиратель древностей и книгоиздатель, внёсший значительный вклад в украиноведение как исследователь кобзарских мотивов и первый издатель «Кобзаря» Тараса Шевченко без купюр. Член Юго-Западного отделения Русского географического общества.

## Биография
Родился 7 февраля 1847 года в Киеве в русской семье, происходившей из Костромской губернии. В детстве воспитывался в великорусских традициях, однако в бытность студентом Киевского университета Русов, впечатленный лекциями Михаила Драгоманова, подпал под влияние областничества и стал активным членом Старой Громады. В среде украинофилов Русов познакомился со своей женой — Софьей — дочерью генерала Ф. Ф. Линдфорса. По окончании историко-филологического факультета в 1868 году — несколько лет был учителем гимназии в Киеве, после открытия Юго-Западного отдела Географического Общества стал его активным членом.
В 1874 году участвовал в подготовке переписи населения Киева. Несколько раз выезжал на учёбу за границу. Во время пребывания в Праге 1875—1876 годах напечатал первое полное издание «Кобзаря» (2 тома), из которого российская цензура пропустила только первый том.
Вместе с Петром Червинским, Василием Варзаром и Александром Шликевичем организовал земскую статистику в Черниговской губернии, положив начало так называемой Черниговской земской статистике, оставившей глубокий след в истории статистической мысли. 1878—1880 годах работал в Нежинском уездном земстве, в 1882—1892 — возглавлял оценочно-статистическую работу в Херсонской и Харьковской губерниях.
В 1893—1898 годах разработал экономический баланс Черниговской губернии; в 1899—1902 — заведовал Статистическим бюро Полтавской губернии. Продолжал описания уездов и городов, организовал подворную перепись Полтавской губернии.
В 1902 году был направлен в Петербург, где работал в страховом обществе «Надежда» и правлении Благотворительного общества издания общеполезных и дешёвых книг. В 1909 году вернулся в Киев, где преподавал статистику в коммерческом институте.
Умер 8 октября 1915 года в Саратове, куда был эвакуирован во время Первой мировой войны коммерческий институт.
Похоронен на Байковом кладбище.

## Научная деятельность
Автор около 40 научных трудов и многочисленных статей, среди них восемь — в «Киевской старине» и «Украинской жизни». Своей географически-экспедиционной методами статистических исследований Русов создал школу исследователей.
Из экономически-статистических работ Русова важнейшие:
- «Русские тракты в конце 17 и начале 18 веков» 1876 г.;
- «Нежинский уезд» 1879 г.;
- «Харьков по переписи 1893 г.» 1893 г.;
- «Описание Черниговской губернии» 2 тома 1898—1899 гг.;
- «Днепр в конце 18 века»;
- «Краткий обзор Русской оценочной статистики» (1913);
- «Статистика украинского населения Европейской России» (в книге «Украинский народ в его прошлом и настоящем», 1914);
- Работы о Херсонском уезде, о народном образовании в Херсонской губернии, о Воздвиженской ярмарке в Чернигове и другие.

В украинской фольклористике Русов написал исследование о Вересае («Остап Вересай и исполняемые им думы и песни», 1874), торбанистах (1892), колядках (1907) и другие.
А. А. Русов написал также труд о деятельности Н. Лысенко («Киевская старина», 1903).